# Ignacio García Antuña
Ignacio García Antuña (Pola de Siero, Asturias, España, 14 de abril de 2001) conocido deportivamente como Nacho García, es un futbolista español que juega como defensa central. Actualmente forma parte de la Futbol Club Penya d'Andorra de la Primera División de Andorra.

## Trayectoria deportiva
Formado en la práctica del balompié en diferentes clubes de Asturias desde temprana edad, sus inicios tuvieron lugar en las categorías inferiores del Cánicas A.C. y con 12 años entra en la cantera del Real Oviedo hasta alcanzar al combinado U19 y competir en la División de Honor Juvenil de España en la que llegó a disputar 64 encuentros oficiales.
Tras una trayectoria de ocho temporadas en las bases del club ovetense, en su primer año como senior fue cedido por la entidad y de esa manera en la campaña 2020/2021 recaló en el primer equipo del Club Deportivo Praviano para competir en el grupo segundo de la Tercera División de España donde permaneció durante un curso.
Para la temporada 2021/2022 pasa a formar parte del Urraca Club de Fútbol para competir en la recién implantada categoría nacional de Tercera Federación por un año en el que realizó 22 apariciones en el campeonato de liga.
En el primer tramo de la campaña 2022/2023, Nacho ficha por el Luarca Club de Fútbol de igual grupo segundo y categoría nacional de Tercera Federación en la que disputó 16 encuentros oficiales hasta el mercado de invierno de ese mismo curso.
El 28 de enero de 2023, el futbolista firma contrato y entra en las filas del Futbol Club Penya d'Andorra de la Primera División de Andorra haciendo su debut profesional el 5 de febrero de 2023 en el encuentro correspondiente a la jornada 16 del campeonato de liga andorrana ante el Fútbol Club Santa Coloma.

## Carrera deportiva

### Clubes
| Club                        | País    | Año               |
| --------------------------- | ------- | ----------------- |
| Real Oviedo U19             | España  | 2017 - 2020       |
| Club Deportivo Praviano     | España  | 2020 - 2021       |
| Urraca Club de Fútbol       | España  | 2021 - 2022       |
| Luarca Club de Fútbol       | España  | 2022              |
| Futbol Club Penya d'Andorra | Andorra | 2023 – Actualidad |